# Diplazium takamiyae
Diplazium takamiyae är en majbräkenväxtart som beskrevs av Fraser-jenk.
Diplazium takamiyae ingår i släktet Diplazium och familjen Athyriaceae. Inga underarter finns listade i Catalogue of Life.